# Willy Steffen
Pour les articles homonymes, voir Steffen.
Willy Steffen, né le 17 mars 1925 à Berne et mort le 5 mai 2005, est un footballeur suisse. 
Il joua en club avec les Young-Boys de Berne et fut international avec l'équipe de Suisse de football.

## Caractéristiques
- Poste : défenseur

## Palmarès
- Champion suisse en 1957 avec BSC Young Boys
- Champion suisse en 1958 avec BSC Young Boys
- Champion suisse en 1959 avec BSC Young Boys
- Champion suisse en 1960 avec BSC Young Boys
- Coupe de Suisse en 1953 avec BSC Young Boys
- Coupe de Suisse en 1958 avec BSC Young Boys

## Équipe nationale
- 28 sélections
- Première sélection : Suisse-France 1-0, le 8 avril 1945 à Lausanne
- Dernière sélection : Hollande-Suisse 4-1, le 22 mai 1955 à Rotterdam